# Futuro anteriore
Il futuro anteriore o futuro composto, noto in passato anche come futuro prossimo, è una forma verbale che indica eventi, esperienze e fatti considerati come compiuti, ma che si trovano nell'ambito dell'avvenire (domani a quest'ora Marina sarà già andata via) oppure in quello dell'incertezza (Marina non c'è, sarà andata al cinema).

## Formazione del futuro anteriore italiano
Questa forma verbale si coniuga combinando le forme del futuro semplice degli ausiliari avere o essere con il participio passato del verbo in questione:
|                                                               | 1ª persona singolare io | 2ª persona singolare tu | 3ª persona singolare lui / lei | 1ª persona plurale noi | 2ª persona plurale voi | 3ª persona plurale loro |
| (a) Verbi coniugati con il verbo ausiliare avere Es.: parlare | avrò parlato            | avrai parlato           | avrà parlato                   | avremo parlato         | avrete parlato         | avranno parlato         |
| (b) Verbi coniugati con il verbo ausiliare essere Es.: andare | sarò andato/a           | sarai andato/a          | sarà andato/a                  | saremo andati/e        | sarete andati/e        | saranno andati/e        |

Per il resto, la coniugazione del futuro anteriore segue le particolarità del passato prossimo.

## Storia
In latino, il futuro anteriore si chiamava futurum exactum. Coniugando il verbo cantare, si aveva:
cantāverō, cantāveris, cantāverit, cantāverimus, cantāveritis, cantāverint.
Queste forme si sono estinte, sia a causa della nascita della forma moderna del futuro semplice, sia per la comparsa di tempi composti come il passato prossimo (quelli che dunque utilizzano una forma del participio combinata al verbo ausiliare). Il futuro anteriore latino ha ceduto quindi il passo alle forme come le conosciamo oggi.

## Uso temporale
Secondo le grammatiche tradizionali, il futuro anteriore indica l'anteriorità temporale di un evento rispetto ad un momento del futuro:
- Fra un anno, saremo andati in pensione.
- Spero che dopodomani correggerai le lettere che avrò scritto.

Nel primo esempio, il momento in cui l'azione si è già svolta è indicato da un complemento (fra un anno); nel secondo è la forma verbale del futuro semplice a determinarlo: infatti avrò scritto (futuro anteriore) indica un'azione anteriore a quella indicata da correggerai (futuro semplice).

## Usi epistemici
Gli usi più frequenti di questa forma verbale sono comunque altri, soprattutto quelli epistemici. Analogamente al futuro semplice, il futuro anteriore può infatti indicare una supposizione su un avvenimento:
- Sabrina non c'è, sarà uscita con Gloria.
- Immagino che a quest'ora i nostri amici saranno già arrivati a Roma.

La sua peculiarità è quella di riferirsi ad eventi che al momento dell'enunciazione, dunque quello presente, dovrebbero essersi già conclusi. Nella lingua parlata di tutti i giorni, questo uso del futuro anteriore è di gran lunga il più frequente (del resto, questo uso è piuttosto frequente anche allo scritto).
Gli altri usi del futuro anteriore (per es., l'uso concessivo e dubitativo) sono analoghi a quelli del futuro semplice.

## Futuro anteriore in alcune lingue
In parecchie lingue, si ha una forma di futuro ottenuta coniugando il verbo ausiliare al futuro semplice per poi aggiungervi una forma di participio passato.
Per quanto riguarda la forma (laddove in lingue come il tedesco ed in inglese non ci sono forme sintetiche) il futuro anteriore sarà spesso formato dalla successione di tre forme verbali: per esempio, in inglese la forma del presente del verbo ausiliare will seguita dall'infinito di have e dal participio passato del verbo da coniugare (vedasi tabella). Si propongono come termine di confronto le varie forme corrispondenti all'italiano egli avrà dormito.
| Francese Futur antérieur | Spagnolo Futuro perfecto | Inglese Future perfect | Tedesco Futur II         |
| ------------------------ | ------------------------ | ---------------------- | ------------------------ |
| il aura dormi            | él habrá dormido         | he will have slept     | er wird geschlafen haben |

La funzione epistemica non è altrettanto ben rappresentata in tutte le lingue. Ad esempio, è frequente che in spagnolo si esprima con il condizionale presente ciò che invece è indicato in italiano con il futuro anteriore, ad esempio una supposizione o congettura su un avvenimento passato:
- ¿Estaría enfermo?
- Sarà stato malato?

Una lingua che prevede largo uso del futuro anteriore per indicare una supposizione sul passato è indubbiamente il tedesco.